# Михайлов Артур Борисович
Арту́р Бори́сович Миха́йлов — молодший сержант Збройних сил України, учасник російсько-української війни.

## Нагороди
За особисту мужність, сумлінне та бездоганне служіння Українському народові, зразкове виконання військового обов'язку відзначений — нагороджений
- орденом «За мужність» III ступеня (4.12.2015).